# میتزبه شالم
میتزبه شالم (به لاتین: Mitzpe Shalem) یک شهرک یهودی‌نشین در کیبوتص است که در کرانه باختری رود اردن واقع شده‌است.